# Dołynka (obwód odeski)
Dołynka (ukr. Долинка) – wieś na Ukrainie, w obwodzie odeskim, w rejonie białogrodzkim. W 2001 liczyła 873 mieszkańców, wśród których 330 jako ojczysty język wskazało ukraiński, 345 rosyjski, 99 mołdawski, 3 rumuński, 75 bułgarski, 1 białoruski, 1 ormiański, 13 gagauski, 1 romski, 1 grecki, a 4 inny.